# Лобирање
Лобирање је посебан облик придобијања утицајних појединаца или група. Подразумева процес развијања ефикасних и ефективних комуникација са онима који имају формалну и неформалну моћ. Процес је успео уколико утицајни појединци или групе успевају да у будућности подржавају одређене иницијативе и интензивирају своје активности у правцу реализације планираних циљева.